# Liste der Gemeindeverbände im Département Aisne
Das Département Aisne liegt in der Region Hauts-de-France in Frankreich. Es untergliedert sich in 20 Gemeindeverbände.
Siehe auch: Liste der Gemeinden im Département Aisne

## Gemeindeverbände

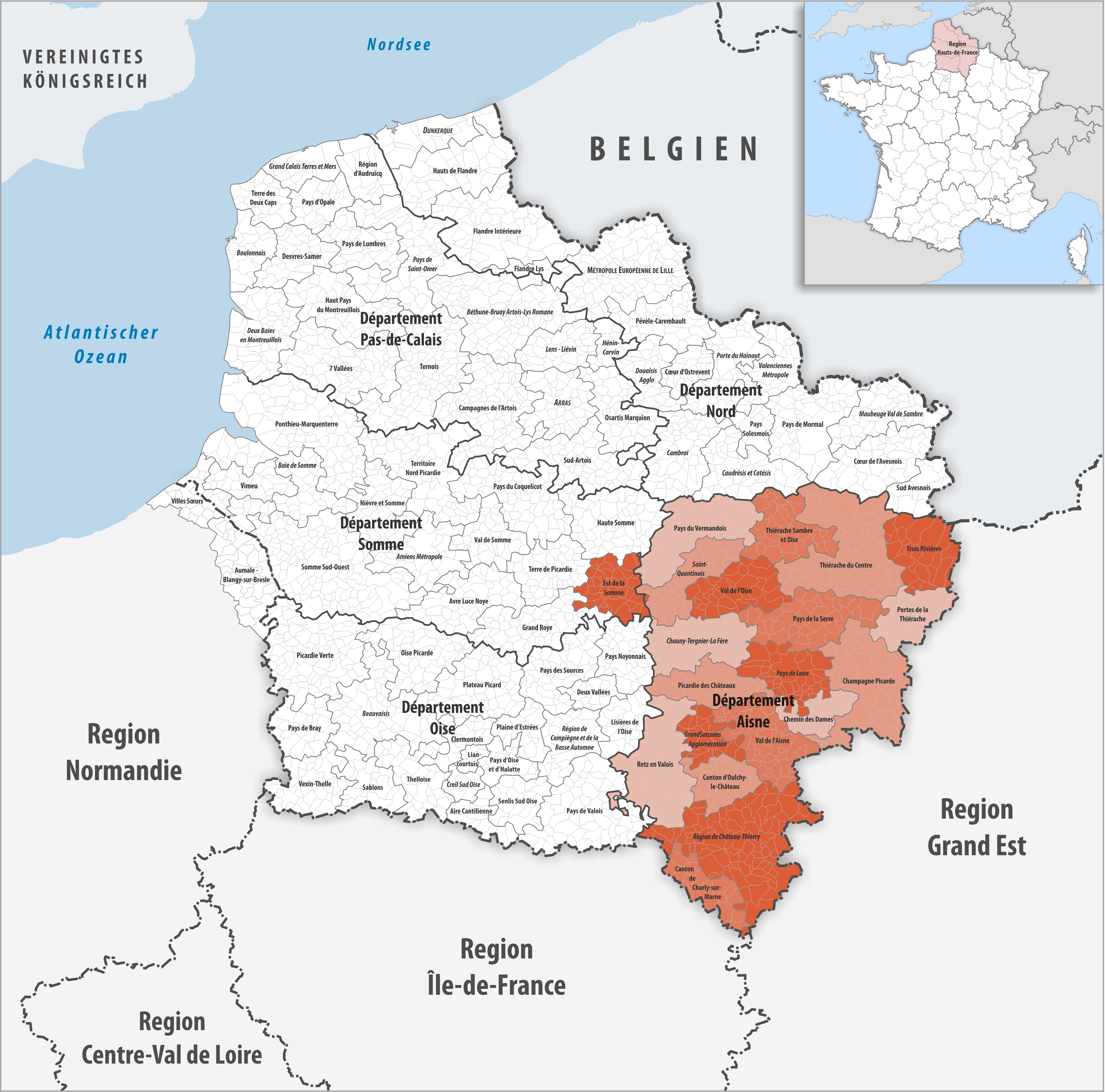
Gemeindeverbände im Département Aisne

| Gemeindeverband             | Gemeinden im Départ./Verband | Einwohner 1. Januar 2022 | Fläche km² | Dichte Einw./km² | SIREN- Nummer | Rechtsform                 | Gründungsdatum    |
| --------------------------- | ---------------------------- | ------------------------ | ---------- | ---------------- | ------------- | -------------------------- | ----------------- |
| Canton de Charly-sur-Marne  | 21/21                        | 15.339                   | 231,76     | 66               | 240 200 584   | Communauté de communes     | 29. Dezember 1995 |
| Canton d’Oulchy-le-Château  | 26/26                        | 5.536                    | 235,18     | 24               | 240 200 519   | Communauté de communes     | 30. Dezember 1994 |
| Champagne Picarde           | 46/46                        | 20.858                   | 578,23     | 36               | 240 200 576   | Communauté de communes     | 22. Dezember 1995 |
| Chauny-Tergnier-La Fère     | 48/48                        | 54.316                   | 382,79     | 142              | 200 071 785   | Communauté d’agglomération | 15. Dezember 2016 |
| Chemin des Dames            | 30/30                        | 5.501                    | 178,98     | 31               | 240 200 592   | Communauté de communes     | 29. Dezember 1995 |
| Est de la Somme             | 1/42                         | 19.688                   | 262,12     | 75               | 200 070 985   | Communauté de communes     | 1. Januar 2017    |
| GrandSoissons Agglomération | 27/27                        | 52.447                   | 180,96     | 290              | 240 200 477   | Communauté d’agglomération | 29. Dezember 1999 |
| Pays de Laon                | 38/38                        | 41.771                   | 318,52     | 131              | 200 043 495   | Communauté d’agglomération | 19. Dezember 2013 |
| Pays de la Serre            | 42/42                        | 14.372                   | 428,66     | 34               | 240 200 469   | Communauté de communes     | 17. Dezember 1992 |
| Pays du Vermandois          | 54/54                        | 30.859                   | 448,29     | 69               | 240 200 493   | Communauté de communes     | 31. Dezember 1993 |
| Picardie des Châteaux       | 36/36                        | 16.677                   | 291,16     | 57               | 200 071 769   | Communauté de communes     | 15. Dezember 2016 |
| Portes de la Thiérache      | 30/30                        | 6.651                    | 257,17     | 26               | 240 200 634   | Communauté de communes     | 22. Dezember 1997 |
| Région de Château-Thierry   | 87/87                        | 54.077                   | 879,97     | 61               | 200 072 031   | Communauté d’agglomération | 15. Dezember 2016 |
| Retz en Valois              | 54/54                        | 28.939                   | 534,39     | 54               | 200 071 991   | Communauté de communes     | 15. Dezember 2016 |
| Saint-Quentinois            | 39/39                        | 79.327                   | 293,26     | 271              | 200 071 892   | Communauté d’agglomération | 15. Dezember 2016 |
| Thiérache du Centre         | 68/68                        | 25.752                   | 722,14     | 36               | 240 200 444   | Communauté de communes     | 31. Dezember 1992 |
| Thiérache Sambre et Oise    | 36/36                        | 16.396                   | 329,28     | 50               | 200 071 983   | Communauté de communes     | 15. Dezember 2016 |
| Trois Rivières              | 26/26                        | 20.540                   | 349,21     | 59               | 240 200 600   | Communauté de communes     | 29. Dezember 1995 |
| Val de l’Aisne              | 56/56                        | 20.284                   | 395,17     | 51               | 240 200 501   | Communauté de communes     | 28. Dezember 1994 |
| Val de l’Oise               | 32/32                        | 15.838                   | 327,18     | 48               | 200 040 426   | Communauté de communes     | 1. Januar 2014    |